# Жилейка (хутор)
Жиле́йка — хутор в Шпаковском муниципальном округе Ставропольского края России.

## Варианты названия
- Жалейка[5]

## География
Расстояние до краевого центра: 20 км. Расстояние до районного центра: 22 км.

## История
По состоянию на 1 января 1983 года хутор относился к Надеждинскому сельсовету:29. На карте Генштаба ВС СССР 1985 года издания для Жилейки указана численность населения 160 человек.
В 1996—2020 годах — в составе упразднённого Надеждинского сельсовета Шпаковского муниципального района Ставропольского края.

## Население
| 1989 | 2002 | 2010 | 2013 | 2014 |
| ---- | ---- | ---- | ---- | ---- |
| 237  | ↗269 | ↘214 | →214 | ↘200 |

По данным переписи 2002 года, в национальной структуре населения русские составляли 37 %, даргинцы — 50 %.